# Adam Federici
Adam Federici (Nowra, 31 januari 1985) is een Australisch doelman in het betaald voetbal. Federici debuteerde in 2010 in het Australisch voetbalelftal.

## Clubcarrière
Federici ging op achttienjarige leeftijd naar Engeland om zijn geluk te beproeven als voetballer bij Wolverhampton Wanderers, destijds actief in de First Division. Zonder één wedstrijd te spelen in het eerste, vertrok hij enkele maanden later naar Torres om daarmee te spelen in de C1.
Federici keerde in januari 2005 terug in Engeland en tekende ditmaal bij Reading, toen spelend in de Championship. Dat verhuurde hem meteen aan Maidenhead United, waarmee hij speelde in de Conference South. Daarna volgden huurperiodes bij Northwood, Carshalton Athletic en Bristol City. Federici debuteerde in het seizoen 2006/07 uiteindelijk in het eerste elftal van Reading zelf, inmiddels gepromoveerd naar de Premier League. Hij maakte op 28 december 2008 zijn eerste doelpunt in het profvoetbal toen hij in een competitiewedstrijd tegen Cardiff City in de 96e minuut de gelijkmaker maakte voor Reading (uitslag: 1-1). Tijdens het seizoen 2009-2010 kreeg Federici het rugnummer 1, nadat Marcus Hahnemann vertrok naar Wolverhampton Wanderers. Nadat hij vanaf juli 2008 met Reading weer in de Championship speelde, promoveerde hij in 2012 opnieuw met de club naar de Premier League.
Federici tekende in mei 2015 een contract tot medio 2018 bij AFC Bournemouth, dat in het voorgaande seizoen naar de Premier League promoveerde. De club lijfde hem transfervrij in nadat Reading na tien jaar zijn contract niet meer verlengde. Op 31 augustus 2017 werd hij tot januari 2018 verhuurd aan Nottingham Forest. Op 11 september werd de huurovereenkomst ontbonden nadat Federici geblesseerd was geraakt aan z'n knie bij het Australische team en de rest van het seizoen moet missen.
Hij verruilde AFC Bournemouth in juli 2018 voor Stoke City. Medio 2020 liep zijn contract af.

## Interlandcarrière
Federici debuteerde voor Australië in de voorbereiding op het WK 2010 tegen Nieuw-Zeeland. In de drie groepswedstrijden op het WK was hij tweede doelman achter Mark Schwarzer. Federici vertegenwoordigde zijn vaderland eveneens bij de Olympische Spelen van 2008 in Peking. Daar werd de selectie onder leiding van bondscoach Graham Arnold uitgeschakeld in de groepsronde na nederlagen tegen Ivoorkust (0-1) en Argentinië (0-1) en een gelijkspel tegen Servië (1-1).

## Erelijst
| Kampioen Championship | 1x | 2011/12 |